# Kanton Nant
Kanton Nant (francouzsky Canton de Nant) je francouzský kanton v departementu Aveyron v regionu Midi-Pyrénées. Tvoří ho šest obcí.

## Obce kantonu
- La Cavalerie
- La Couvertoirade
- L'Hospitalet-du-Larzac
- Nant
- Saint-Jean-du-Bruel
- Sauclières